# Bombomyia perfusa
Bombomyia perfusa är en tvåvingeart som först beskrevs av Francois 1969.  Bombomyia perfusa ingår i släktet Bombomyia och familjen svävflugor. Inga underarter finns listade i Catalogue of Life.